# Ninoe oculata
Ninoe oculata är en ringmaskart som beskrevs av Johan Gustaf Hjalmar Kinberg 1865. Ninoe oculata ingår i släktet Ninoe och familjen Lumbrineridae. Inga underarter finns listade i Catalogue of Life.